# Canal Gov
Canal Gov é um canal de televisão governamental brasileiro pertencente à Secretaria de Comunicação Social e operado pela Empresa Brasil de Comunicação (EBC). A emissora é voltada para a cobertura das ações do Poder Executivo Federal e iniciou as suas operações no dia 25 de julho de 2023.

## História

### Antecedentes
Em 30 de janeiro de 1998, durante o Governo Fernando Henrique Cardoso, foi inaugurada a TV Nacional do Brasil, mais conhecida como TV NBR, ainda sob fases de testes. A emissora tinha como missão cobrir as ações do Governo Federal, além de exibir programas educativos. Apesar de entrar no ar pelo dia 30 de janeiro, o canal iniciou oficialmente as suas transmissões no dia 13 de junho, que era considerada a data de sua inauguração. Em seu início, o canal utilizava profissionais da Agência Funas e da Radiobrás, além de obter retransmissão em 15 cidades. Entre as suas afiliadas mais notáveis, estava a Rede Cultura do Pará. A rápida expansão da TV NBR causava polêmica pelo uso ilegal de meios de comunicação para ações eleitorais, faltando menos de quatro meses para as eleições gerais daquele ano.  A emissora integrava o complexo de comunicações Radiobrás, formado até então por cinco emissoras de rádio, uma emissora de televisão aberta, um centro produção de notícias, setor de produtos jornalísticos (mídia impressa, sinopse, etc) e um serviço radiofônico via satélite. A NBR estava fisicamente ligada à TV Nacional por fibra ótica lançada até a Embratel, onde o sinal é digitalizado e transmitido para o satélite, que faz a distribuição do sinal para todo o Brasil. Com a criação da Empresa Brasil de Comunicação (EBC), em 2007, a NBR passou a ser de responsabilidade da EBC Serviços.

#### Fusão com a TV Brasil
Com o início do Governo Bolsonaro e a entrada de um novo ministro na Secretaria de Governo, o militar Carlos Alberto dos Santos Cruz (à época sem partido), foi anunciada uma proposta de fusão da NBR com a TV Brasil com o objetivo de reduzir gastos. Para a Folha de S.Paulo, Carlos Santos Cruz disse que a proposta de fusão iria respeitar a legislação de cada uma: "Fazer uma estrutura que transmita o interesse de estado e de governo ao mesmo tempo." A proposta era que a grade de programação do novo canal dê destaque a conteúdos culturais e educativos, mas com perfil mais próximo ao que já existe na NBR. No fim de março, em texto da coluna Radar da Veja, foi anunciado que a NBR seria encerrada, acarretando em dispensa dos quase mil funcionários terceirizados. Parte da produção da NBR foi unida com a nova programação da TV Brasil, que entrou no ar em 10 de abril de 2019, sendo extinta e tendo seu sinal trocado para TV Brasil 2. Os conteúdos que eram disponibilizados no site da NBR foram migrados para a TV Brasil Distribuição, e as redes sociais mudaram para 'TV Brasil Gov'.

### Desmembramento da TV Brasil e criação do Canal Gov
Em 29 de dezembro de 2022, o futuro Ministro da Secretaria de Comunicação Social, Paulo Pimenta (PT-RS), anunciou em entrevista à CNN Brasil um novo desmembramento da TV Brasil em duas vertentes, como era antes, com o canal principal voltando a focar exclusivamente em conteúdos generalistas e o segundo canal voltando ao seu foco inicial de cobertura do dia a dia do Governo Federal. A mudança deu margem a uma possível recriação da TV NBR, extinta em 2019.
Em 15 de junho de 2023, durante uma reunião com a direção e funcionários da Empresa Brasil de Comunicação, o presidente Hélio Doyle anunciou uma reformulação na programação da TV Brasil, confirmando o que já havido sido anunciado pelo ministro da SECOM, Paulo Pimenta, em dezembro de 2022. A TV Brasil deixaria de transmitir ao vivo as cerimônias de inauguração de obras e pronunciamento de ministros do terceiro Governo Lula e do presidente da república e seu vice, que ocasionalmente interrompia a programação normal do canal, passando a realizar as coberturas destes na frequência ocupada pela TV Brasil 2, que receberia o nome de Canal Gov. Com isso, a TV Brasil voltaria a veicular exclusivamente conteúdos educativos, jornalísticos e transmissões esportivas, à exemplo de emissoras públicas como a RAI, TVE e BBC. A mudança começaria a valer a partir do dia 24 de julho.
Na primeira semana de julho, a EBC e a Secom apresentaram para o público o novo projeto, com o Canal Gov fazendo parte de uma nova rede de comunicações do Governo Federal, que envolvem também uma rádio web, newsletter, agência de notícias, rede nacional de rádios e redes sociais. A nova cadeia de mídias receberia o nome de RedeGov. Pelo consórcio, ocorreria também a transmissão de programas já exibidos na NBR e que atualmente são exibidos na Rádio Nacional como o Bom Dia Ministro, Conversa com o Presidente, Brasil em Dia e A Voz do Brasil, esse último ainda exibido de maneira obrigatória em todas as rádios do país na faixa das 19h. Apesar da reformulação, a portaria que uniu a TV Brasil e a NBR, que foi aprovada no Governo Bolsonaro, ainda não havia sido revogada.
Em 24 de julho de 2023, é finalizado o processo de separação da programação da TV Brasil e da TV Brasil 2, com o canal alternativo retransmitindo a programação experimental do Canal Gov pelo YouTube, ainda com a marca d'água da TV Brasil e a nova emissora foi oficialmente inaugurada às 8h06min do dia seguinte (25). Antes de ir ao ar, após o encerramento do programa Vale Agrícola e com a chamada do programa Conhecendo Museus, por volta das 8h, foi colocado ao ar um comunicado informando as mudanças para o público, seguido da vinheta do canal.  O primeiro programa a ser exibido foi o Brasil em Dia.